# Pouťová jeskyně
Pouťová jeskyně se nachází na území města Štramberk v bývalém vápencovém lomu Dolní Kamenárka, kde se dnes nachází Botanická zahrada a arboretum Štramberk. Speleology (ZO ČSS 7-07 Ostrava) byla objevena teprve v roce 1999. Je součástí Štramberského krasu. Do hloubky 26 metrů byla zasypána sutí a kameny, pravděpodobně dělníky lomu. Hlouběji je zanesena čtvrtohorními glaciálními písky, které jeskyňáři postupně vytěžují na povrch a objevují nové prostory.

## Charakter jeskyně
Jeskyně má propasťový charakter s průměrným sklonem 52 stupňů. Speleologové (ZO ČSS 7-07 Ostrava) se zatím dostali do hloubky 53 metrů (rok 2006). Na stěnách jsou vyerodované hrnce. Krápníková výzdoba v zatím prozkoumané části jeskyně není. Jednu část jeskyně tvoří kapsa o rozměrech 1,5 × 3 × 2 m (šířka x délka x výška). Na jedné stěně jsou zkameněliny živočichů z období druhohor. V současnosti jsou zde vysazeny vzácné rostliny. Druhou částí je samotná propast. V některých místech se z ní oddělují a zase spojují oddělené vertikální chodby. Pokusné vrty nasvědčují tomu, že by jeskyně mohla být hluboká až 86 metrů. Pod horní vrstvou vápence je nepropustná vrstva, na které lze předpokládat výraznější krasové jevy (horizontální část jeskyně). V roce 1999 byla jeskyně pokusně napuštěna vodou a ukázalo se, že vyvěračka je asi 1 kilometr vzdálená.

## Galerie

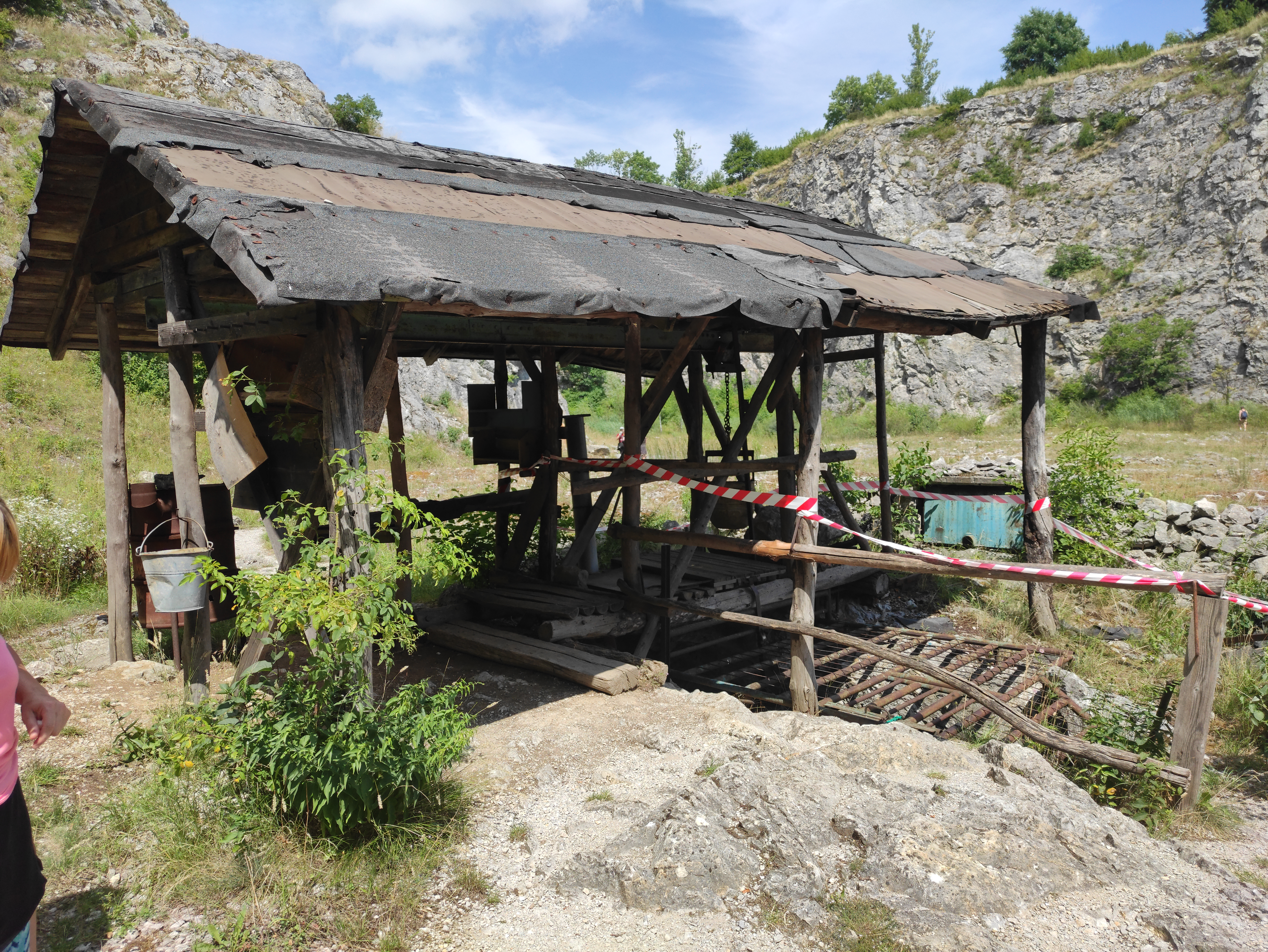
Přístřešek nad vchodem do jeskyně
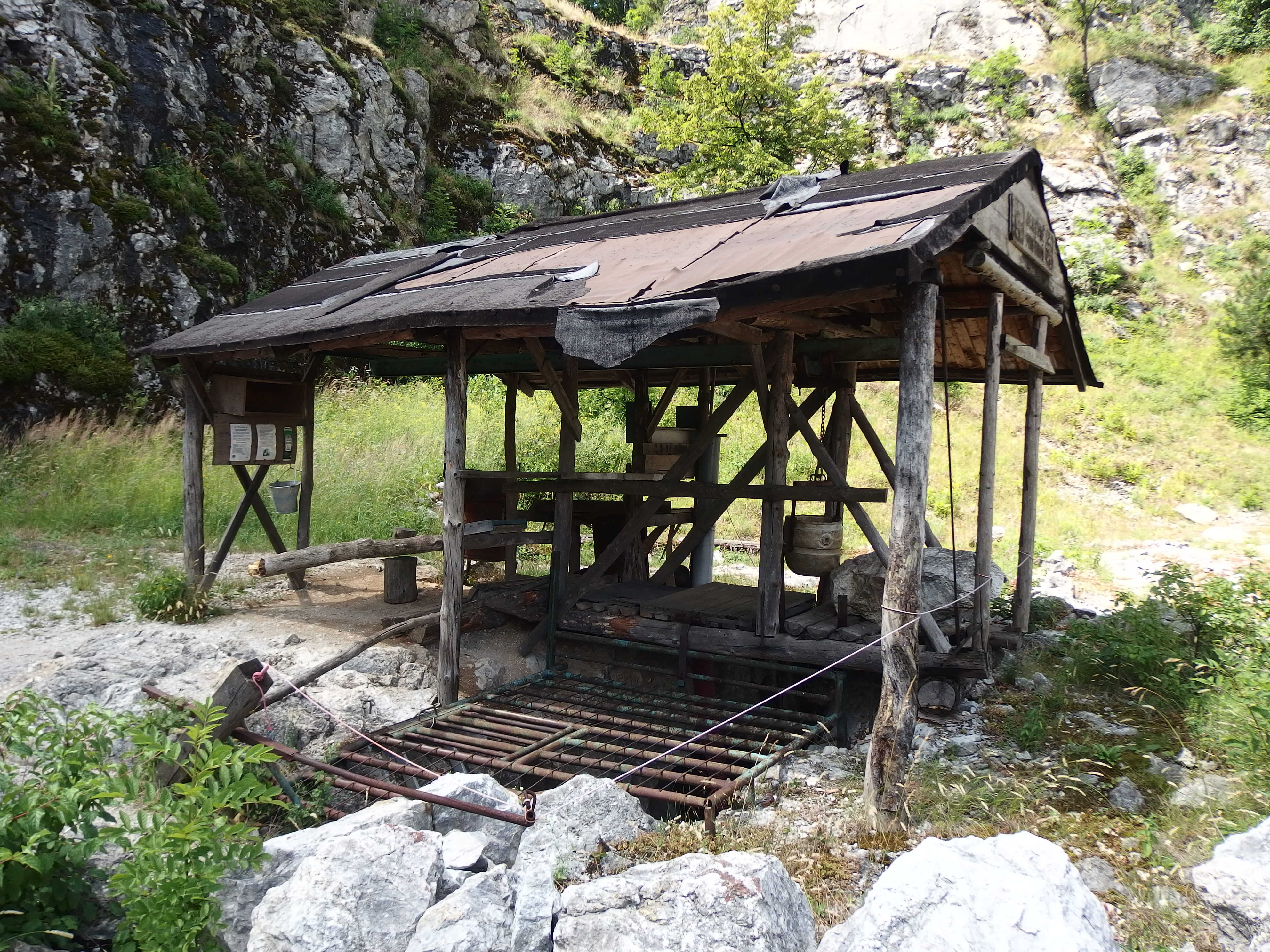
Přístřešek nad vchodem do jeskyně